# A kao Andromeda
A kao Andromeda (engl. A for Andromeda) je BBC-jeva naučno-fantastična televizijska serija iz 1961. godine. Sastavljena je od sedam pedesetominutnih epizoda povezane radnje. Radnja je zasnovana na prijemu neobične poruke iz sazvežđa Andromeda, u kojoj se nalaze uputstva za izgradnju računara čiji je osnovni cilj stvaranje jednog živog bića po određenom genetičkom kodu.
- Scenario: Fred Hojl (engl. Fred Hoyle) i Džon Eliot (engl. John Elliot).
- Uloge: Piter Helidej (engl. Peter Halliday, Džon Netlton (engl. John Nettleton), Ezmond Najt (engl. Esmond Knight), Meri Moris (engl. Mary Morris), Frenk Vindzor (engl. Frank Windsor, Džuli Kristi (engl. Julie Christie.